# Distretto di Yeşilli
Il distretto di Yeşilli (in turco Yeşilli ilçesi) è uno dei distretti della provincia di Mardin, in Turchia.